# Hylaeus mauiensis
Hylaeus mauiensis är en biart som först beskrevs av Perkins 1899.  Hylaeus mauiensis ingår i släktet citronbin, och familjen korttungebin. Inga underarter finns listade i Catalogue of Life.